# Hohenmölsen
Hohenmölsen é uma cidade da Alemanha, situada no distrito de Burgenlandkreis, no estado de Saxônia-Anhalt. Tem 75,31 km² de área, e sua população em 2019 foi estimada em 9.611 habitantes.